# Fiat Type Zéro
La Fiat Zero (aussi connue sous le nom de 12/15 HP) était une automobile fabriquée par le constructeur italien Fiat entre 1912 et 1915.

## Historique
Cette voiture a été commercialisée au tarif de 8 000 lires italiennes en 1912 mais, vu l'énorme engouement de la clientèle et la baisse du coût de production dû à l'application de certaines méthodes du fordisme, son prix fut réduit à 6 900 lires en 1913.
La fabrication de ce modèle fut arrêtée en 1915 alors que l'Italie entrait en guerre dans la Première Guerre mondiale.

## Caractéristiques
La Fiat Zero était équipée d'un moteur de 1,9 litre de cylindrée qui développait 15 HP et d'une carrosserie Torpédo 4 places. Elle pouvait atteindre facilement les 70 km/h avec une consommation inférieure à 20 L/100 km, ce qui était fort raisonnable pour l'époque.
La Fiat Zero détient plusieurs records, pour son époque :
- première voiture à recevoir un moteur de cylindrée aussi réduite ;
- première voiture à avoir adopté l'installation électrique d'origine ;
- première voiture Fiat à avoir été vendue à plus de 2 200 exemplaires en si peu de temps ;
- première fois que l'atelier Pininfarina fut missionné pour le dessin du radiateur.